# 施拉特巴赫河
53°6′33″N 11°54′30″E / 53.10917°N 11.90833°E

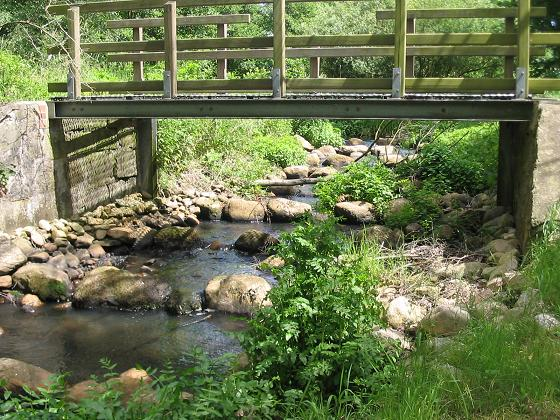
施拉特巴赫河

施拉特巴赫河（德語：Schlatbach），是德國的河流，位於該國東北部，由勃蘭登堡州負責管轄，屬於施泰珀尼茨河的右支流，河道全長20.5公里，河口處在佩勒貝格。